# Критські ієрогліфи
Критське ієрогліфічне письмо — умовне найменування одного з різновидів критського письма, що існувало на Криті в епоху мінойської цивілізації. Назва «ієрогліфи» є умовною і заснованою на рисунковому характері знаків. Фактично ж письмо було змішаним: частина знаків були відкрито-складовим, частина — ідеографічними.

## Виникнення та зникнення
Письмо виникло близько 20 століття до н. е. Спочатку знаки мали чисто рисункові характер — такий різновид письма проіснував у майже незмінному вигляді аж до вторгнення греків у 15 столітті до н. е., після чого зник. Ієрогліфи спрощеної форми короткий час використовувались на глиняних облікових табличках.
Походження критських ієрогліфів, мабуть, оригінальне, проте сам принцип письма міг скластися під впливом єгипетської ієрогліфіки, оскільки стародавній Крит мав тісні контакти з Єгиптом і був його союзником у боротьбі проти держав Месопотамії. Досі критські ієрогліфи недешифровані. Проте достовірно встановлена відповідність між кількома десятками його знаків і знаками наступних писемностей (лінійне письмо А, лінійне письмо Б), які в основному дешифровані. Структурний текстологічний аналіз деяких написів критськими ієрогліфами дозволив ідентифікувати деякі формули («Х, син царя Y») й особисті імена. Імена ro-we і sa-ze-ro мають аналоги у написах лінійним письмом Б (ro-wo і sa-ze-ro відповідно).
З моменту відкриття Евансом егейського письма і майже до кінця ХХ століття існувала наступна теорія розвитку критського письма. Ієрогліфи рисункового виду (так зване, «ієрогліфічне письмо А») використовувалися в основному на офіційних печатках. Пізніше від нього відбруньковувалися «ієрогліфічне письмо Б», яке використовується на господарських глиняних табличках — його знаки мають усічений характер. Протягом одного-двох століть «ієрогліфічне письмо Б» остаточно втрачає рисунковий характер і перетворюється на лінійне письмо А, яке існує паралельно з ієрогліфами і використовується для господарських потреб.
Однак протягом останніх двох десятиліть накопичений матеріал поволі призвів до зміни у цій теорії. Встановлено, що ієрогліфи існували лише у центральній та східній частинах о. Крит. Лінійне письмо А виникає на півдні (Фест, Айя-Тріада) і поступово розповсюджується майже на весь острів, але ще два століття співіснує з ієрогліфами на сході, бо займає іншу нішу (ієрогліфи — на печатках, Линійне А — бухгалтерський та приватний обіг). Згідно з гіпотезою Ф. Сольдані, форма знаків пізніх писемностей — Линійного Б та кіпро-мінойського — дозволяє вивести їх безпосередньо від ієрогліфів, а не від Линійного А.